# 库尔诺
库尔诺（義大利語：Curno），是意大利贝加莫省的一个市镇。总面积4.62平方公里，人口7735人，人口密度1674.2人/平方公里（2009年）。国家统计（ISTAT）代码为016089。